# IWeb
iWeb – program komputerowy stworzony przez Apple. Po raz pierwszy wprowadzony w pakiecie iLife 06, służy do tworzenia prostych stron WWW opartych na szablonach. Możliwe jest dodawanie podcastów, photocastów oraz synchronizacja z Mac. Po śmierci Steve'a Jobsa usunięty z usług Apple w roku 2012. Najnowszy macOS Monterey nie pozwala na jego uruchomienie. Ostatnia wersja, która pozwalała na uruchomienie iWeb to macOS Mojave zdezaktualizowana w październiku 2019 roku.  
iWeb '11 został wydany 20 października 2010 roku jako część pakietu iLife '11, chociaż nie został zaktualizowany w stosunku do poprzedniego wydania (wersja 3.0.2).